# Nothocremastus multicoloriae
Nothocremastus multicoloriae är en stekelart som beskrevs av Narolsky 1990. Nothocremastus multicoloriae ingår i släktet Nothocremastus och familjen brokparasitsteklar. Inga underarter finns listade i Catalogue of Life.